# Hongs (marchands)
Les Hongs, en chinois 行, sont des marchands de Canton en Chine qui, jusqu'en 1842, ont le monopole du commerce avec l'étranger. Le co-hong était dirigé au début par Howqua.